# Forêt plantée

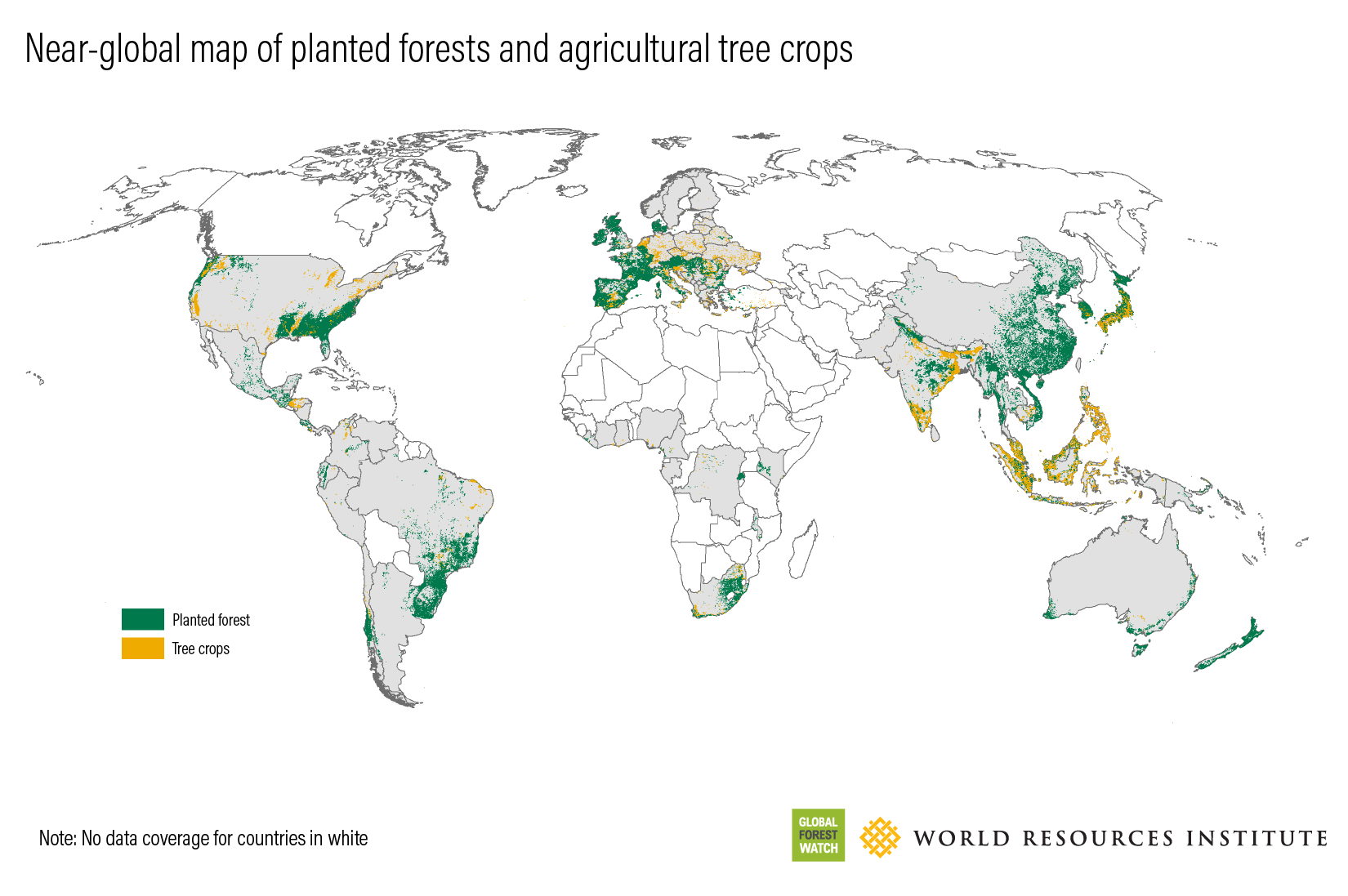
Carte mondiale du World Resources Institute représentant les forêts plantées (planted forest) et les cultures arbustives (tree crops). Selon la FAO, les forêts plantées représentent 7 % de la couverture forestière mondiale et sont en constante augmentation depuis 1990.

Une forêt plantée est une « forêt établie en plantant ou en semant de nouveaux arbres sur des terres cultivées. Elle consiste normalement d'espèces introduites ou, parfois, d'espèces indigènes ». Cette définition de la FAO recouvre deux principaux écosystèmes : la plantation forestière constituée de forêts équiennes à une seule ou peu d’espèces, et la forêt dont une composante plantée vient compléter la régénération naturelle obtenue.
Elle se différencie de la plantation agricole de cultures arbustives (cocotier, hévéa et palmier notamment).

## Fonctions
Les forêts plantées ont généralement pour objectif la fourniture d'un bien ou d'un service spécifique : les forêts de production sont créées essentiellement pour l'exploitation de produits ligneux (bois d'œuvre, bois-énergie ou pâte à papier) ou non-ligneux (latex, résine, fruits) ; les forêts de protection sont créées essentiellement en vue de fournir des services (restauration des écosystèmes, séquestration du carbone, protection de l'eau et des sols, notamment la lutte contre l'érosion dans le cadre de la restauration des terrains en montagne).

## Distribution
Quatre pays (États-Unis, Brésil, Chine et Japon) possèdent à eux seuls la moitié des forêts plantées de la planète.

### En France

Évolutions comparées de la surface forestière et de la population en France. Malgré le développement de l'Administration des Eaux et Forêts et des textes réglementaires, la surface forestière continue de diminuer jusqu'au XIXe siècle. Ce recul est principalement dû aux défrichements pour la mise en culture en lien avec l'expansion démographique, l'implantation de communautés religieuses, l'urbanisation et la fourniture des matériaux de construction civile et navale, ainsi que du bois de chauffe.

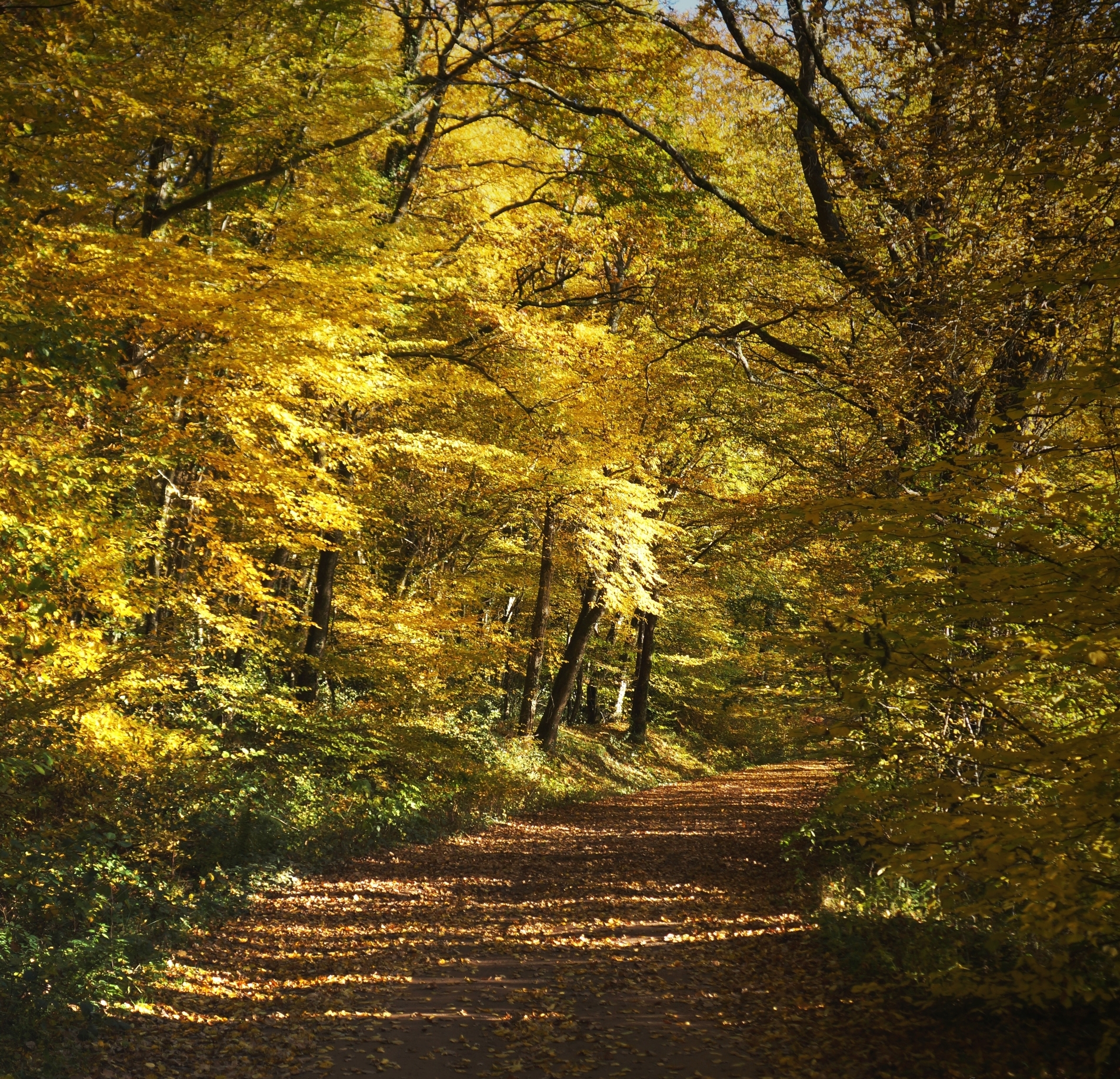
En 1670, Colbert décide du réaménagement de la forêt de Tronçais : des plantations et semis y sont faits en vue de la production de bois de marine sur un cycle de 200 ans.

Après le mythe de la Gaule chevelue forestière, le début du Moyen Âge voit les souverains mérovingiens et carolingiens résider souvent auprès des bois pour bénéficier du gibier et des poissons d'étang, ce qui les amène à s'occuper de la gestion du « vert manteau de forêts ». Leurs successeurs à fin du Moyen Age et à l'époque moderne développent l'Administration des Eaux et Forêts (ordonnance de 1291 qui crée la Maîtrise des Eaux et Forêts en France, ordonnance de Brunoy en 1346, ordonnance de Colbert en 1669 qui généralise la règle du Quart en Réserve). Les réglementations forestières émanant de cette administration interdisent les défrichements excessifs qui ont entraîné une réduction du couvert forestier atteignant 25 % du territoire au XIVe siècle. Elles interdisent aussi les abus de droits d'usage des populations riveraines des massifs (droit au bois et aux produits de la forêt), et visent assurer le renouvellement des forêts par régénération naturelle ou plantations.
Sous l'effet de la surexploitation par les industries locales (forges et fourneaux, verreries, briqueteries, tuileries), la surface boisée en France s'effondre pour atteindre un minimum dans les années 1830 avec une couverture forestière estimée entre 8,9 et 9,5 millions d’hectares en 1830 (entre 16 et 17 % du territoire métropolitain). La tutelle de l'État sur les forêts permet la mise en œuvre d'une politique de reboisement qui s'appuie sur le code forestier promulgué en 1827. Entre 1850 et 1950, plusieurs vagues de plantations sont menées. Les besoins de la révolution industrielle (poteaux téléphoniques, traverses de chemin de fer, étais miniers) invitent à convertir les taillis en futaies et à planter des conifères (Morvan, Champagne, boisement de marécages jugés insalubres tels que le massif landais ou la Sologne, fixation des dunes de tronçons allant du sud de la Bretagne jusqu'au Pays Basque concernés par le décret impérial du 14 décembre 1810) ; les terrains érodés des montagnes du sud sont stabilisés par des plantations de restauration ; les zones rouges sont boisées ou reboisées massivement en résineux durant l’Entre-deux-guerres.

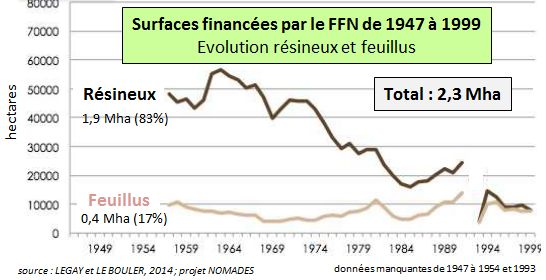
Évolution en résineux et feuillus sur les surfaces financées par le FFN.

Le Fonds forestier national (FFN), lancé en 1946 juste après la Seconde Guerre mondiale, afin de renforcer la filière bois en France, est chargé de favoriser les reboisements grâce à des exonérations fiscales, des subventions, des aides en nature et des prêts. 2,3 millions d'hectares de forêt privée comme publique sont plantés entre 1948 et 1999. Alors que les essences éligibles aux financements sont essentiellement des résineux (83 % des arbres sont des pins, Douglas et épicéas) au cours des trente premières années, le FFN ouvre ses aides depuis 1974 à six espèces feuillues (Chêne pédonculé, Chêne rouvre, Hêtre commun, Érable sycomore, Frêne, Merisier) et impose un minimum de 25 % de feuillus pour toute parcelle à « enrésiner ».
Les forêts plantées en France, recensées par l'IGN couvrent une surface d’environ 2,1 Mha, soit 12 % du couvert forestier national et 13 % de la superficie des forêts de production. Elles se répartissent entre forêts domaniales (10 %), autres forêts publiques (14 %), et forêt privée (76 %), distribution qui correspond à la répartition de l'ensemble des forêts. Ces chiffres globaux ne doivent pas faire oublier les disparités régionales. Les forêts plantées « sont à 80 % résineuses alors que les résineux ne représentent que 26 % des forêts non plantées. Elles sont concentrées sur un petit nombre de régions et à basse altitude : le massif landais (pin maritime), les Vosges, le Jura et pour partie l’est du massif central, où les plantations résineuses constituent alors une sorte d’extension de la forêt non plantée, et certaines zones du massif Central (Limousin, Morvan, Haut Languedoc, Beaujolais et Monts du Lyonnais) ».